# Кактус Медиа
Kaktus.media — информационный портал в Кыргызстане, запущен в 2017 году после закрытия сайта Zanoza.kg в результате судебного решения, в свою очередь Zanoza.kg создавалось бывшими редакторами газеты «Вечерний Бишкек». Интернет-издание позиционирует себя как независимое СМИ, специализирующееся на оперативном освещении событий в стране. Является одним из лидеров онлайн-медиа в стране с аудиторией более 1 миллиона читателей в месяц.

## Описание
Информационный сайт представлен на русском языке. Аудитория издания — преимущественно граждане Кыргызстана. Также на сайте имеется версия на кыргызском языке. Главными темами публикаций являются актуальные события внутри страны и в мире, охватывающие политические и экономические аспекты. Постоянные рубрики — «Политика», «Экономика», «Происшествия», «Шоу-бизнес», «Полезное», «Истории», «Call-центр».

## Руководство
Президент ОФ «ПроМедиа Плюс», руководитель и учредитель издания Kaktus.media — Дина Маслова.
Главный редактор — Наталья Тимирбаева.

## История
В 2015 году в одном из крупнейших изданий Кыргызстана «Вечерний Бишкек» в ходе громкого судебного разбирательства сменился владелец, после чего резко изменилась редакционная политика издания, а также произошли увольнения сотрудников. Бывший редактор интернет-редакции «Вечернего Бишкека» Дина Маслова и шеф-редактор газеты «Вечерний Бишкек» Нарын Айып (Идинов) заявили о рейдерском захвате газеты и вместе с командой из бывших сотрудников основали новостное издание Zanoza.kg.
В марте 2017 года издание Zanoza.kg обвинили в оскорблении чести и достоинства президента Кыргызстана Алмазбека Атамбаева. Суды вынесли решение в пользу истца и постановили, чтобы учредители сайта выплатили компенсацию за моральный ущерб, нанесённый Атамбаеву. В связи с угрозой блокировки сайта Zanoza.kg, 1 августа 2017 года Диной Масловой был учреждён новый информационно-развлекательный портал Kaktus.media. Тогда журналисты редакции заявили, что теперь упор будут делать на новостях и развлекательно-образовательном формате. Произошедшие в Кыргызстане события в области СМИ, в том числе ситуация с изданием Zanoza.kg, по оценке Human Rights Watch и «Репортёры без границ» ухудшили свободу слова и СМИ в стране.
В мае 2018 года экс-президент Атамбаев отозвал миллионные претензии к учредителям Zanoza.
В марте 2022 года сайт издания был заблокирован в России по предписанию Роскомнадзора.

### Попытки закрытия
27 января 2022 года журналисты Kaktus.media, освещая конфликт на киргизско-таджикской границе перепечатали новость таджикистанского издания ASIA.Plus без редакционного комментария, но со ссылкой на источник, в тексте указывалось, что конфликт якобы спровоцирован кыргызскими военнослужащими. Позднее журналисты издания удалили материал и принесли извинения аудитории с разъяснением о том, что целью их публикации было показать обществу информационную политику таджикских властей и какую версию происходящего они вещают для своих граждан. Однако в стране успел произойти скандал.
Через несколько дней по факту перепечатки материала прокуратура Бишкека возбудила уголовное дело по статье 407 УК КР «Пропаганда войны» и вызвала 14 сотрудников редакции на допрос, включая нескольких редакторов. 28 января около 20 человек провели митинг перед офисом Kaktus.media с требованием закрыть СМИ. Общественная телерадиокорпорация (ОТРК) обвинила издание в «предательстве». Также сообщалось об угрозах, попытках взлома редакционных и личных аккаунтов сотрудников в соцсетях. Руководитель Kaktus.media Дина Маслова назвала уголовное дело в отношении издания одним из способов давления.
31 марта 2022 года прокуратура прекратила уголовное дело за отсутствием состава преступления
13 октября 2022 года у здания редакции Радио «Азаттык» в Бишкеке прошёл митинг. Митингующие требовали закрыть три издания: Клооп, «Азаттык» и Kaktus.media и принять закон об иноагентах. Большинство участников скрывали свои лица и отказывались давать прессе комментарии. Акцию протеста координировал блогер и активист Илимбек Исраилов. Он отметил, что эти издания «пропагандируют в стране западную культуру». За день до митинга депутат парламента Дастан Бекешев в своём Telegram-канале рассказал о том, что депутат Жогорку Кенеша Надира Нарматова собирает подписи под обращением к президенту закрыть ряд СМИ, таких как Клооп, «Азаттык» и Kaktus.media.
На следующий день, 14 октября, прошёл марш за свободу слова. В нем приняли участие правозащитники, активисты и журналисты, которые выступили против инициативы депутата о закрытии независимых медиа в Кыргызстане.
28 октября 2022 году Kaktus.media вместе с другими изданиями страны приняло участие в масштабной информационной кампании против давления на СМИ, объявив о прекращении публикации новостей с 09:00 до 12:00 и отказ от публикации пресс-релизов государственных органов на весь день. Таким образом редакции выразили поддержку киргизской службе Радио «Свобода», сайт которой 26 октября Минкультуры заблокировало на два месяца.

## Награды
Журналисты Kaktus Media имеют различные награды в области профессиональной журналистики, среди этих наград — премия имени Эгизбаева и «Стремление» от организации Internews.